# Epidendrum cylindraceum
Epidendrum cylindraceum är en orkidéart som beskrevs av John Lindley. Epidendrum cylindraceum ingår i släktet Epidendrum och familjen orkidéer. Inga underarter finns listade i Catalogue of Life.